# Bundesstraße 270
Die Bundesstraße 270 (Abkürzung: B 270) ist die Haupterschließungsstraße für die nördlich von Kaiserslautern gelegene Region sowie die Hauptverbindung zwischen Kaiserslautern und dem südlich davon gelegenen Pirmasens.
Sie beginnt in Idar-Oberstein-Weierbach (Landkreis Birkenfeld) und führt durch den Landkreis Kusel, den Landkreis Kaiserslautern und die Stadt Kaiserslautern sowie den Landkreis Südwestpfalz nach Pirmasens.
Bis Lauterecken ist die Bundesstraße 270 bereits als Umgehungsstraße ausgebaut. Eine anderthalb Kilometer lange Verlegung der B 270 östlich von Wolfstein wurde im November 2006 freigeben und inzwischen fertiggestellt.
Zum Teil deckt sie sich mit der Deutschen Schuhstraße.